# 279274 Shurpakov
279274 Shurpakov è un asteroide della fascia principale. Scoperto nel 2009, presenta un'orbita caratterizzata da un semiasse maggiore pari a 3,1408771 UA e da un'eccentricità di 0,2647121, inclinata di 5,83181° rispetto all'eclittica.
L'asteroide è dedicato all'astronomo amatoriale bielorusso Sergeij Eduardovič Šurpakov.